# Rogue Galaxy
Rogue Galaxy é um jogo eletrônico do gênero RPG de ação desenvolvido pela Level 5 e publicado pela Sony Computer Entertainment em 2007 para o PlayStation 2.

## Jogabilidade
Rogue Galaxy é um dos mais ambiciosos projetos da Level 5 que apesar de nova já fez alguns jogos que caíram na graça do público como a série Dark Chronicle além de Dragon Quest VIII. O sistema de batalha mistura elementos de RPG e ação. As batalhas prendem os jogadores do começo ao fim, e apesar de serem rápidas são extremamente importantes para a evolução do personagem e suas armas.
O jogo possui mais de 100 horas de ação, com gráficos belos e atraentes graças a tecnologia cel-shading que faz com que os gráficos estilo anime fiquem 3D. E como esperado de um jogo longo e de gráficos exuberantes, o jogo foi desenvolvido em dvd9, o famoso DVD-DL ou Dual Layer que com suas duas camadas cabe quase que o dobro de um DVD convencional de 4,5 Gbytes.

## Personagens
- Jaster

O principal herói da história e o primeiro personagem jogável. Seu planeta é o planeta Rosa, um planeta com clima deserto e atualmente, sob domíno Longardian. Seu sonho desde que era criança era ir para o espaço um dia e ajudar a mudar o universo. Jaster vivia na igreja da cidade que é administrada por seu pai adotivo, Raul. Um dia, um monstro gigante começa a destruir a sua cidade e Jaster apressa-se em detê-lo. Ele encontra um homem misterioso disposto a ajudá-lo até que Jaster conhece o robô Steve e o seu amigo Simon na batalha contra a criatura que destruia sua cidade. Testemunhando suas incríveis habilidades lutando contra o gigantesco monstro, Steve e Simon o confundem com o lendário caçador "Desert Claw", uma vez que no local da batalha Jaster consegue manusear uma das lendárias Espadas Seven-Star. Com sua ajuda, Jaster consegue matar a gigantesca criatura que ameaçava sua cidade e lhe é oferecida a oportunidade de se juntar aos lendários piratas espaciais. Jaster aceita o convite e se junta ao seleto grupo de piratas viajantes e aventureiros do espaço. Jaster e Kisala estão interessados romanticamente um no outro, embora nada realmente acontece romanticamente entre os dois não contando a sua capacidade conjunta "Fated Passion". Jaster vai se tornar o futuro Star King(Rei Estelar). Jaster tem que impedir o seu arqui-inimigo Valkog Dranzer e os seus dois assistentes de uma vez por todas. Sua principal arma é uma espada enquanto a sua sub-arma é uma pistola. Jaster na versão japonesa, é dublado pelo ator de cinema e televisão Hiroshi Tamaki.
- Kisala

A filha do capitão pirata, Dorgengoa, ela é a única mulher a bordo do Dorgenark quando Jaster se junta a seleta equipe de piratas. Enquanto ela tem uma aparência inocente e bonita para a sua pessoa, Kisala na verdade tem um jeito moleque e não se importa em conviver no meio de piratas espaciais e brutos. Jaster e Kisala se encontraram pela primeira vez quando Kisala salva a vida de Jaster de criaturas ferozes do deserto de Rosa. A maior parte da história Kisala é desconhecida até que e seus amigos descobrem que Kisala é a princesa Irieth do planeta Mariglenn, amplamente conhecido como "Eden". Quando Kisala encontra Jaster, ela também acredita que Jaster é Desert Claw, mas era meio que incerto na primeira vez que ela imaginou Desert Claw para ser Jaster pois ela imaginava alguém muito resistente, maior, poderoso e mais extraordinário. Kisala está romanticamente interessada em Jaster, mas nunca lhe conta os seus verdadeiros sentimentos. Kisala tem como as suas principais armas adagas e suas botas.
- Zegram Ghart

Um magnífico caçador de recompensas que juntou forças com Dorgengoa muito antes de Jaster vir a bordo da tripulação. Fora os demais membros da tripulação, o planeta de Zegram nunca foi revelado(mas uma cena perto do final do jogo poderia indicar que se trata Zerard). Quando se junta a Jaster, Zegram tem dúvidas que Jaster seja realmente o famoso "Desert Claw", mas ignora os fatos e começa a se ligar a Jaster como os outros membros da tripulação já eram acostumados a fazer. Enquanto Jaster e seus amigos são frequentemente ligados na base da necessidade e amizade, Zegram é visto frequentemente sozinho misteriosamente se comunicando com alguém. Zegram se destaca por sua personalidade fria e sarcástica em relação aos demais personagens, ele sempre se mantém muitas vezes calmo e com um humor negro. Apesar de ser jogável no início da história Zegram realmente age como um antagonista para a maioria da história como se revelou mais tarde que Zegram estava em conluio com a empresa Daytron desde o início e suas ações causaram uma briga entre ele e Jaster. Mas quando eles se encontram novamente em Rosa, Zegram se junta novamente a equipe como eles estão lutando de sementes para o tempo final. É revelado em sua história pregressa em um flash-back que Zegram tinha uma namorada chamada Jane, que foi morta ao salvar um inocente de um ataque de monstro, e ele viveu com isso dentro de si durante um longo tempo. Depois de derrotar Seed, Zegram percebe que Valkog e Izel provavelmente não tinham intenção de trazer Jane de volta, deixando de lado sua ponderação do conflito ético de reviver os mortos. Zegram tem como principal arma uma espada, enquanto ele empunha uma estrela ninja jogando como a sua sub-arma. A aparência de Zegram tem sido descrita pelos fãs como uma combinação de Auron Final Fantasy-X e Jack Sparrow Piratas do Caribe, ou o caráter de Ioz Bárbara Hanna Piratas das águas escuras.
- Simon Wicard

Um dos primeiros membros da tripulação de Dorgengoa a encontrar Jaster no planeta Rosa. Simon tem como seu planeta de origem Zerard e ele é visto como um homem baxinho, robusto e com uma máscara cobrindo seu rosto. Sua verdadeira identidade não é revelada até perto do final do jogo quando se descobriu que sua verdadeira identidade é Sho, que estava em um grande acidente que custou-lhe o sua face. Ele se juntou ao piratas de Dorgengoa ao mesmo tempo em que deixou sua esposa e filha para trás. Simon aceita Jaster imediatamente quando ele é confundido com o Desert Claw. Ele fala com uma espessura muito forte e um sotaque escocês na versão em Inglês, e uma espessa dialeto Kansai , na versão japonesa. Simon tem como principal arma um lança-chamas e seus sub-arma é um lançador multi-mísseis.
- Steve

Steve é um andróide projetado por Dr. Pocacchio, do planeta Zerard e ele é o navegador da Dorgenark. Steve encontrara Jaster pela primeira vez no planeta Rosa, juntamente com Simon e se junta ao grupo junto com ele. Como os outros, ele também acreditava que Jaster era "Desert Claw", devido à espada lendária Desert Seeker. Steve, de todas as invenções do Dr. Pocacchio, é considerado o favorito desde Steve foi o andróide primeiro do seu tipo de cuidar dos outros, bem como o seu criador. Steve secretamente desenvolve uma réplica de dados de Marcos, falecido filho de seu criador, que só pode ser visto quando a transmissão virtual com o médico, enquanto no modo de latência. Steve tem como suas principais armas seus punhos robóticos e seus sub-arma são dois satélites em miniatura.
- Lilika Rhyza

Uma amazona do planeta Juraika, Lilika é o único membro da tripulação feminina a participar. Ela conhece Jaster, Kisala e Zegram quando suas terras navio após acidente em Juraika com problemas no motor. Apesar de ninguém da Juraika vai ouvir pessoas de fora, vê Jaster Lilika e seus amigos de maneira diferente e ajuda-os a entrar Burkaqua Village. Ela é o único membro da tripulação de ter uma irmãzinha, que perdeu a visão após uma besta cruel atacou e matou sua mãe há muito tempo. Quando Lilika deve sacrificar sua irmã ao Deus Star, ela descobre que seu "deus" é realmente a mesma besta monstruosa que atacou quando eles eram crianças. Lilika junta Jaster e Kisala para poderem matar o animal para proteger sua irmã. Depois de matar a fera e salvar sua irmã, ela é "expulsa" da aldeia por "interferir com o ritual do Deus Star". Na verdade, o chefe mandou para fora nas esperanças de seu aprendizado o caminho que seu povo deve tomar. Finalmente livre, ela se junta a piratas da Dorgenark após os reparos do navio estarem completos. Sua principal arma é o seu arco e flechas, enquanto seu sub-arma é um machete. No entanto, ela usa seu arco munição sub-arma.
- Jupis Tooki McGanel

Jupis é o único personagem jogável, que é o primeiro lutou como um chefe na fábrica em Zerard Starship. Jupis é um alien de lagarto conhecida como Granshee. Um tempo atrás, ele era um grande cientista e gênio que dedicou toda sua obra para a ciência quando se trabalha para Daytron. Seu assistente, Tony, tenho ele envolvido em um acidente enquanto trabalhava em uma teoria que pode revolucionar / hora de energia no espaço. Mas seus dados foram perdidos quando o café foi derramado sobre o sistema e Jupis jogou toda a sua frustração sobre Tony. Ele foi então acionado e foi um pouco louco. Mais tarde, ele assume a Fábrica de Starship e ganha o controle de todas as máquinas dentro da fábrica. Foi apenas graças aos esforços combinados de Jaster, Lilika e Steve que ele é finalmente derrotado, mesmo quando lutando com seu robô gigante Johnny. Ele tenta fazer a sua fuga quando a polícia chega para capturar Jupis. Sem lugar para ir, escapa Jupis a bordo do Dorgenark e se torna um membro da tripulação. Jupis principal arma é uma lança, enquanto o seu sub-arma é um lançador de disco. Embora ele se junta à equipe antes Deego ele é o último personagem que o jogador pode controlar devido ao facto de a história se move sobre a Vedan antes Jupis pode ser controlado. Fãs têm assimilado Jupis a Jar Jar Binks do universo de Star Wars , como na primeira ele parece uma trapalhada, o alívio cômico personagem enigmático...embora ele parece verter esse estereótipo personagem conforme o jogo progride. Jupis ver o Drigellum do Pride.
- Deego Aegis

O personagem jogável final a ser recrutado para a equipe. Deego vem do planeta Vedan, que é um planeta grande mina industrial. Deego é um ex-militar, e ele se parece com um cão boxer bem musculado, com um braço robótico. Ele se aposentou do exército Longardian e geralmente é visto pendurado para fora no Bar da Angela, de propriedade de seu amigo, Angela. Seu outro amigo, Gale, aderiu-se com a família Morarty, uma organização criminosa que controla toda a cidade de Myna. Depois de Angela bar é incendiada por Junia, filho de Zax Morarty e lacaio de Gale, Deego junta Jaster e Kisala partido, a fim de punir Gale. Eles conseguem chegar ao piso inferior das minas, onde enfrenta Deego Gale em um confronto final. Após a batalha, ele descobre que Angela está tentando deixar Myna. Ele consegue alcançá-la e revela como ele realmente sente por ela (ela queria sair para Deego poderia aprender a estar em seus próprios pés de novo). Com Angela restantes Myna e sua amizade restauradas com Gale, Deego junta a tripulação Dorgenark. Sua principal arma é um machado gigante, enquanto seus sub-arma é um braço montado metralhadora. Deego é conhecido por receber a moeda oficial, logo após ele ajuda a luta do partido Gale, que é um item que não pode ser usada para desbloquear uma habilidade até quase o final do jogo. Deego conquista o Drigellum da Amizade.
- Desert Claw

Desert Claw é apenas um carácter temporário durante a primeira parte da fase de tutorial sobre Rosa que se junta Jaster no nível 20. Ele é conhecido como "homem encapuzado" durante esta fase como Jaster não descobrir quem ele é, até depois que ele deixa. Desert Claw apenas acontece assim ser o pai de Jaster (que você encontra perto do final do jogo). Desert Claw não pode ser jogado pelo jogador, ele não tem gráfico Apocalipse, ele não pode ter as suas armas e roupas mudou e ele não pode ser acessada após o tutorial.

## Enredo
A história gira em torno de Jaster Rogue, um garoto de 17 anos que vive em Rosa, um planeta escravizado pela Longardian Federation. Quando a Salamander Mark VIII ataca sua cidade, ele salva a todos. Ao fazer isso ele é confundido com o lendário caçador de tesouros chamado Desert Claw e se une a Steve e Simom, um dróide e um alien. Depois, vai ao navio pirata Dorgenark pertencente a Dorguengoa, um capitão muito famoso. Assim, ele conhece a filha do capitão Kisala e Zegram, um homem estranho. Durante o caminho até Zerard o navio quebra em Jurayka, então conhecem  Lilika. Eles a ajudam a salvar sua irmã Miri. Depois de consertado o defeito do navio eles partem para Zerard onde são confundidos com terroristas e presos. Depois de se libertarem eles devem deter Jupis que causa terror aos habitantes e, depois de feito isso, eles partem e descobrem que o antigo inimigo agora faz parte da tripulação. Logo em seguida eles vão ate Vedan, o planeta minerador, onde Jaster recebe a missão de investigar uma placa gigante descoberta recentemente. Nesse planeta eles conhecem Deego, um cachorro antigo herói de guerra, que os ajuda nessa missão, além de acertar as contas com um velho amigo que está causando problemas. Depois de resolvido os problemas eles partem em busca do lendário e perdido planeta Eden mas Daytron tem o mesmo intuito e os tenta impedir a todo momento.